# Julio Pachón
Julio César Pachón González (Bogotá, 5 de marzo de 1961) es actor de cine y televisión colombiano. Reconocido por participar por varias telenovelas La reina del sur y Doña Bárbara. Fue Cadete de la Escuela de Cadetes de Policía General Santander y estudio 4 años del pregrado de Derecho en Sede Principal de la Universidad Libre (Colombia) en Bogotá donde conoció teatro y se dedicó exclusivamente.

## Filmografía

### Televisión
- Tía Alison (2023)
- Emma Reyes[2] (2023)
- Romina poderosa (2023) — Horacio Cifuentes
- Los medallistas (2023) — Pastor
- Entre sombras (2022) — Ernesto Paniagua
- La receta de Eva (2022)
- Goles en contra (2022) — Octavio Agudelo
- Dejémonos de Vargas (2022-2023) — Samuel Miranda[3]
- El Cartel de los Sapos: el origen (2021) — Joselin Villegas[4]
- De brutas, nada 2 (2021) — Cliente
- Enfermeras (2021) — Don Floro
- Libre y ocupado[5] (2020) — Juan Manuel Libre
- Verdad oculta[6] (2020) — Alcides Montoya
- Testosterona Pink 2 (2020) — Álvaro Jerley
- Peruco (2019) — Eliecer Soto
- Relatos Retorcidos: Terremoto en Santafé (2019)
- Un bandido honrado (2019) — San Judas Tadeo
- Distrito salvaje (2018-2019) — Coronel Rama
- La vida es un meme (2018) — Edgardo Pinto
- La mamá del 10 (2018) — Gustavo Guatibonza
- Pasajeros la serie (2018) — Don Rey
- El chapo (2017) — Ruben
- El tesoro (2016) — Silvio Murcia
- Anónima (2015-2016) — Bermúdez
- Las hermanitas Calle (2015-2016) — Libardo Zuluaga
- Dulce amor (2015) — Ernesto
- La esquina del diablo (2015) — Doctor
- Esmeraldas (2015)
- Metástasis (2015) — Gómez
- Diomedes, el Cacique de la junta (2015)
- La tusa (2015) — Christian de Mar
- Niche (2014-2015)
- La prepago (2013) — Murcia
- Tres Caínes (2013) — Gustavo Gaviria Rivero
- Las santísimas (2012-2013) — Dagoberto Mejia
- Historias clasificadasSi te vas[7] (2012) — (1 episodio)
- Corazones blindados (2012) — Tulio Zuuaga
- Escobar, el patrón del mal (2012) — Coronel Jairo Jiménez (Jaime Ramírez Gómez)
- La reina del sur (2011) — Cañabotas
- Victorinos (2010) — Federico Bastidas
- Decisiones extremas (2010) — (1 episodio)
- El cartel 2 (2010) — 'Antifaz'/'Lampiño'
- Amor sincero (2010) — Aníbal primo de Boris
- El encantador (2010)
- Vecinos (2008-2009) — Dr. Raigoso
- Doña Bárbara (2009) — Nicolás Meléndez
- El fantasma del gran hotel (2009) — Tirso Barriga
- Sin senos no hay paraíso (2008-2009) —  Butler
- Pura sangre (2007-2008) — Facundo Matamala
- Zorro: La espada y la rosa (2007) — Juan
- Sin tetas no hay paraíso (2006) — Dr. Bermejo
- La Diva (2006) — Capitán Consuegra
- La tormenta (2005-2006)
- Por amor a gloria (2005) — Enrique "Kike" (Celador)
- La saga, negocio de familia (2004-2005) — Guardia de la cárcel
- La mujer en el espejo (2004-2005) — Estafador
- Amantes del desierto (2001-2002) — Tijeres
- La caponera (1999-2000) —
- N.N. (1994)
- En cuerpo ajeno (1992-1993) — Jardinero

## Cine
- El Paseo 7 (2023)[8]
- Itzia, tango y cacao (2023)[9]
- El actor, el director y la guionista (2023)[10]
- Llegaron de noche (2022)
- Un rabón con corazón (2022)[11]
- Al son que me toquen bailo (2019)
- El país más feliz del mundo (2017)
- Alias María (2015)
- Güelcom tu Colombia (2015)
- La Caravana de Gardel (2014)
- Las Tetas de Mi Madre (2014)
- La Semilla del Mal (2014)
- 100 Años de Perdón (2013)
- Tiempo Perdido (2013)
- Roa (2012)
- Sanandresito (2011)
- La Cara Oculta (2011)
- Asunto de gallos (2010)
- Paraíso Travel (2008)
- Artefacto (2006)
- Colombianos, un Acto de Fe (2004)
- Indecepciones (2004)

## Premios y nominaciones

### Premios India Catalina
| Año  | Categoría                                    | Telenovela o Serie   | Resultado |
| ---- | -------------------------------------------- | -------------------- | --------- |
| 2019 | Mejor actor antagónico de telenovela o serie | Pasajero             | Nominados |
| 2019 | Mejor Actor de Reparto de Telenovela o Serie | La vida es un meme   | Nominado  |
| 2016 | Mejor Actor de Reparto de Telenovela o Serie | Las hermanitas Calle | Ganador   |

### Premios TVyNovelas
| Año  | Categoría                            | Telenovela o Serie   | Resultado |
| ---- | ------------------------------------ | -------------------- | --------- |
| 2017 | Mejor actor de reparto de telenovela | El Tesoro            | Nominado  |
| 2016 | Mejor actor antagónico de serie      | Las hermanitas Calle | Nominado  |

### Premios Macondo
| Año  | Categoría              | Película | Resultado |
| ---- | ---------------------- | -------- | --------- |
| 2013 | Mejor Actor de Reparto | Roa      | Ganador   |

### Otros premios
- Santa Lucia (Bogotá Short Film Festival) mejor actor por el cortometraje: Esa Música.